# Wie ich den Krieg gewann
Wie ich den Krieg gewann (Originaltitel: How I Won the War) ist ein britischer Antikriegsfilm aus dem Jahr 1967. Regie führte Richard Lester, das Drehbuch schrieb Charles Wood, basierend auf dem gleichnamigen Roman von Patrick Ryan aus dem Jahr 1963. Für Aufsehen sorgte der Film bereits bei der Auswahl der Schauspieler, denn Lester konnte John Lennon, damals mit den Beatles auf dem Höhepunkt seiner Karriere, für die Rolle des Musketeer Gripweed gewinnen. Der Film hatte am 18. Oktober 1967 in London Weltpremiere.

## Form
Mit den Stilmitteln der Groteske versuchte Lester, den Krieg auf satirisch-tragikomische Weise darzustellen. Durch die Verkettung makaberer Albernheiten, die dann meist tödlich enden, wollte er den Irrsinn des Krieges auf provozierende Art und Weise veranschaulichen. Zentraler Punkt des Films ist das Verhältnis eines britischen Offiziers zu seinen Untergebenen. Der Film gilt heute als Prototyp des Antikriegsfilms.

## Inhalt

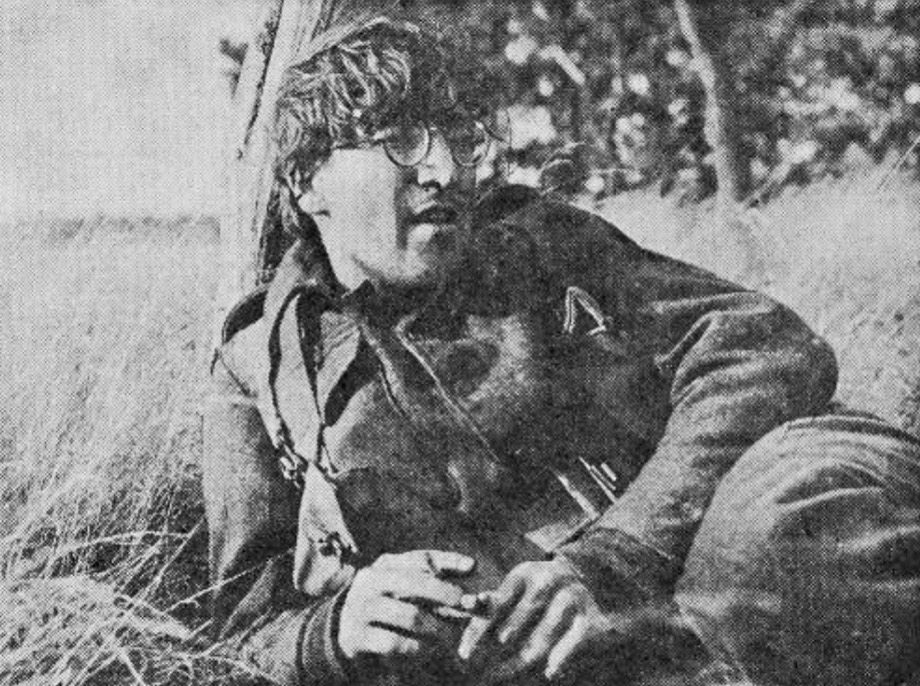
John Lennon während der Dreharbeiten, 1966

Die Handlung spielt während des Zweiten Weltkriegs. Die Schauplätze umfassen Nordafrika und Deutschland sowie das Ausbildungslager in England.
Erzählt wird die Geschichte des unfähigen und übereifrigen britischen Offiziers Lt. Ernest Goodbody. Dieser wird gleich zu Beginn bei der Überquerung des Rheins von seinen Leuten im Stich gelassen, sodass er in Gefangenschaft gerät. Er freundet sich mit dem kommandierenden deutschen Offizier an und erzählt diesem seine Geschichte.
Im Rückblick erfährt der Zuschauer, wie Goodbody seine militärische Ausbildung erlebt und wie ihm sein Trupp von „Musketeers“ unterstellt wird. Ein Trupp, der nicht viel von ihm und seinen Fähigkeiten hält und absolut unmotiviert ist.
Nach der Ausbildung wird Goodbody mit seinen Männern nach Nordafrika geschickt, wo er den absurden Befehl erhält, hinter den deutschen Linien eine Oase ausfindig zu machen, um dort ein Cricket-Feld anzulegen. Auf dem Weg dahin fallen mehrere seiner Soldaten. Das Feld wird schließlich mehr schlecht als recht angelegt, um dann kurz von einem General in Augenschein genommen zu werden, bevor er gleich wieder weiterfährt.
Nächster Schauplatz ist die Front in Westeuropa, wo Goodbody in Kampfhandlungen fast den gesamten Rest seiner Einheit verliert.
Der Film ist nun in Goodbodys Gefangenschaft angekommen. Goodbody verhandelt mit dem deutschen Offizier, der für die Sprengung einer Rheinbrücke verantwortlich ist, über den Preis der Brücke. Man einigt sich auf eine Summe, Goodbody stellt einen Scheck aus, und die Brücke wird nicht gesprengt. Als alliierte Truppen die Brücke erreichen, wird der deutsche Offizier von einem Panzer überrollt. Goodbody quittiert dies mit der Bemerkung, dass der Scheck sowieso geplatzt wäre.

## Synchronisation
| Darsteller          | Rolle                     | Synchronsprecher    |
| ------------------- | ------------------------- | ------------------- |
| John Lennon         | Gripweed                  | Werner Uschkurat    |
| Michael Crawford    | Lt. Ernest Goodbody       | Horst Sachtleben    |
| Roy Kinnear         | Clapper                   | Mogens von Gadow    |
| Jack MacGowran      | Juniper                   | Leo Bardischewski   |
| Michael Hordern     | Grapple                   | Klaus W. Krause     |
| Lee Montague        | Sgt. Transom              | N.N.                |
| Karl-Michael Vogler | Odlebog                   | Karl Michael Vogler |
| Ronald Lacey        | Spool                     | N.N.                |
| James Cossins       | Drogue                    | Harry Kalenberg     |
| Ewan Hooper         | Dooley                    | N.N.                |
| Robert Hardy        | Britischer General        | Reinhard Glemnitz   |
| Alexander Knox      | US-amerikanischer General | Erik Jelde          |
| Sheila Hancock      | Mrs. Clappers Freundin    | N.N.                |
| John Ronane         | Operator                  | Fred Klaus          |

## Kritiken
- Roger Ebert kommt zu dem Schluss, dass Lester kein guter Film gelungen sei. Er meint, man hätte den Film ebenso gut „Wie ich einen Anti-Kriegsfilm drehe“ nennen können – die Ironie wäre dieselbe gewesen, denn Lester habe genauso erfolgreich einen Anti-Kriegsfilm geschaffen, wie der Held des Films den Krieg gewonnen habe.[3]
- Das Lexikon des internationalen Films dagegen urteilt: „Boshafte Satire auf Militarismus, Heldenkult und Veteranensentimentalität; zugleich eine respektlose Demontage sämtlicher Kriegsfilmklischees. Komödienregisseur Richard Lester benutzt wie in seinen Beatles-Filmen Stilelemente der Popavantgarde und des Comic-strip, um herkömmliche Erzählmuster spielerisch zu karikieren.“[4]
- Voll des Lobes zeigt sich der Evangelische Filmbeobachter: „Richard Lesters geglückter Versuch eines Antikriegsfilms, in dem er mit den Mitteln des Absurden die Absurdität des Krieges und seiner Glorifizierung aufdeckt. Eine bemerkenswerte Haltung in einem bedenkenswerten Dokument, das Erwachsenen empfohlen sei.“[5]
- Die Filmbewertungsstelle Wiesbaden verlieh dem Werk das Prädikat „Wertvoll“.

## Hintergründe

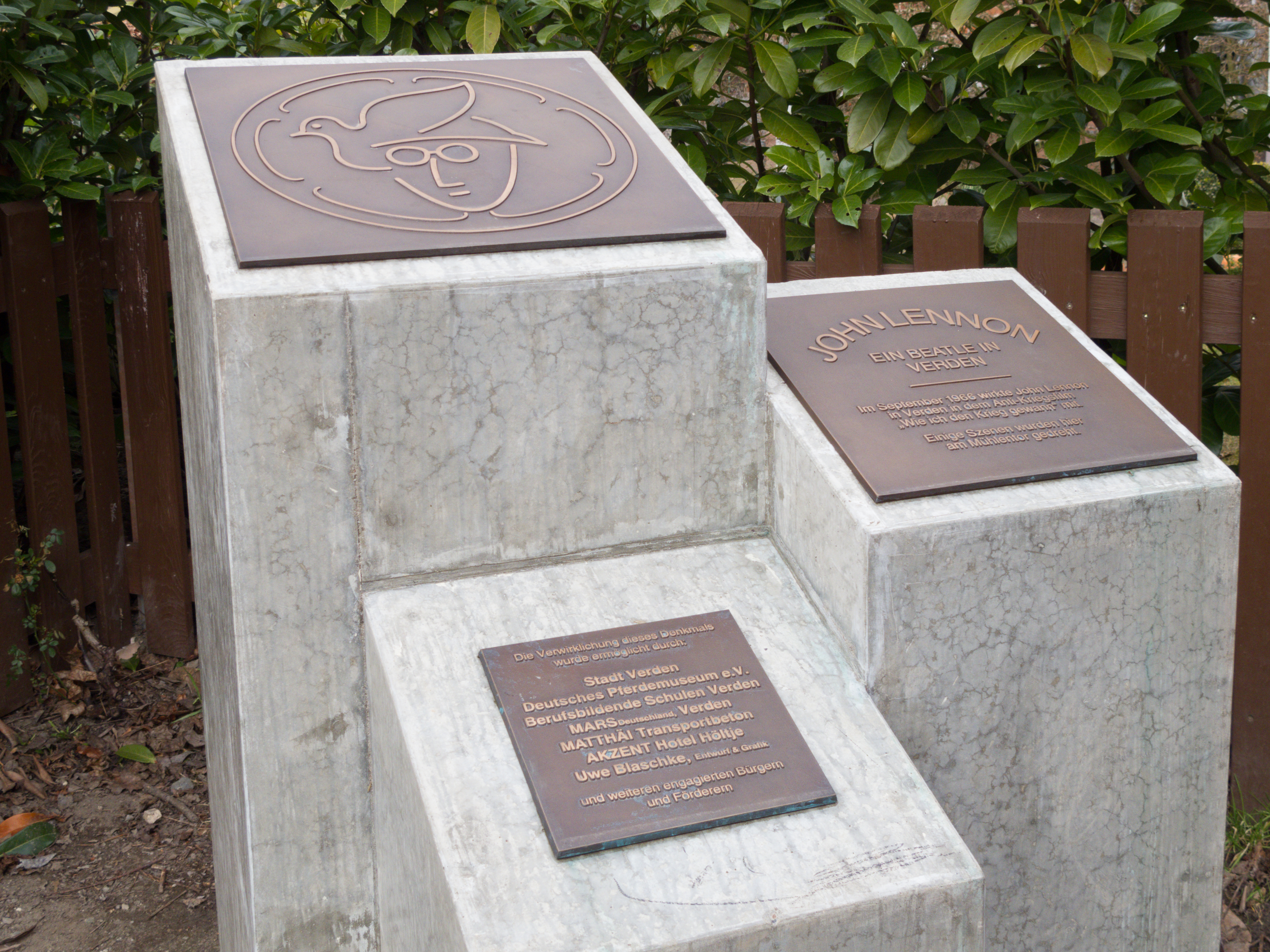
Erinnerung in Verden/Aller

Der Großteil der Dreharbeiten fand in Deutschland auf dem NATO-Truppenübungsplatz Bergen, in Verden (Aller) und in Achim sowie in Spanien, in der andalusischen Provinz Almería, statt. Ergänzende Aufnahmen entstanden in London.
Die Dreharbeiten begannen im Anfang September 1966 in Deutschland. Mitte September reiste die Filmcrew nach Spanien, um dort die Szenen zu drehen, die in Nordafrika spielen. In der ersten Novemberwoche 1966 waren die Aufnahmen in Spanien abgeschlossen.
Die Postproduktion dauerte bis Anfang März 1967 und fand zum Teil in den Londoner Twickenham Film Studios statt, wo beispielsweise Szenen nachvertont wurden.
Zur 40-jährigen Wiederkehr der Dreharbeiten wurde in Verden eine Ausstellung gestaltet und kurz darauf am Originaldrehort ein Denkmal eingeweiht.